# (856) Backlunda
(856) Backlunda – planetoida z grupy pasa głównego asteroid okrążająca Słońce w ciągu 3 lat i 293 dni w średniej odległości 2,44 au. Została odkryta 3 kwietnia 1916 roku w Obserwatorium Simejiz na górze Koszka na Półwyspie Krymskim przez Siergieja Bielawskiego. Nazwa pochodzi od Oskara Backlunda, szwedzko-rosyjskiego astronoma. Przed nadaniem nazwy planetoida nosiła oznaczenie tymczasowe (856) 1916 S30.